# Čuangologie
Čuangologie či čuangistika (čínsky v českém přepisu čuang-süe, pchin-jinem Zhuàngxué, znaky 壮学/壯學) je vědecký obor zabývající se studiem duchovní a hmotné kultury národa Čuangů. Zaměřuje se především na specificky čuangskými fenomény jako je čuangský jazyk, literatura, historie, čuangské lidové zvyky apod. Odborník v čuangologii je čuangolog.
Zrod čuangistiky spadá do poloviny 20. století, kdy studium čuangské kultury na vědecké úrovni založil Chuang Sien-fan. V Čuangské autonomní oblasti Kuang-si je snad nejvýraznější postavou čuangistiky Chuang Ceng-čching, dále např. Pan Si-ou-wen.